# Mojito
El mojito es un cóctel popular originario de Cuba, compuesto de ron, limón, azúcar (tradicionalmente jugo de caña de azúcar), menta y agua mineral con gas. La combinación de sabor dulce, cítrico, y menta complementa el sabor del ron, y hace del mojito una bebida popular de verano.
Para preparar un mojito, se añade zumo de lima fresco al azúcar (o al jarabe simple) y a las hojas de menta. La mezcla se machaca suavemente con un majador. Las hojas de menta sólo deben machacarse para liberar los aceites esenciales y no deben triturarse. A continuación se añade ron y se remueve brevemente la mezcla para disolver el azúcar y levantar las hojas de menta del fondo para una mejor presentación. Por último, la bebida se completa con hielo picado y agua con gas. Las hojas de menta y los gajos de lima se utilizan para decorar el vaso.
En Cuba, la menta utilizada para hacer mojito es más comúnmente Mentha × villosa (llamada yerba buena o hierbabuena en Cuba) que tiene un ligero aroma a menta cítrica, pero fuera de Cuba se suele utilizar menta verde, que tiene un aroma a menta más fuerte. 

## Historia

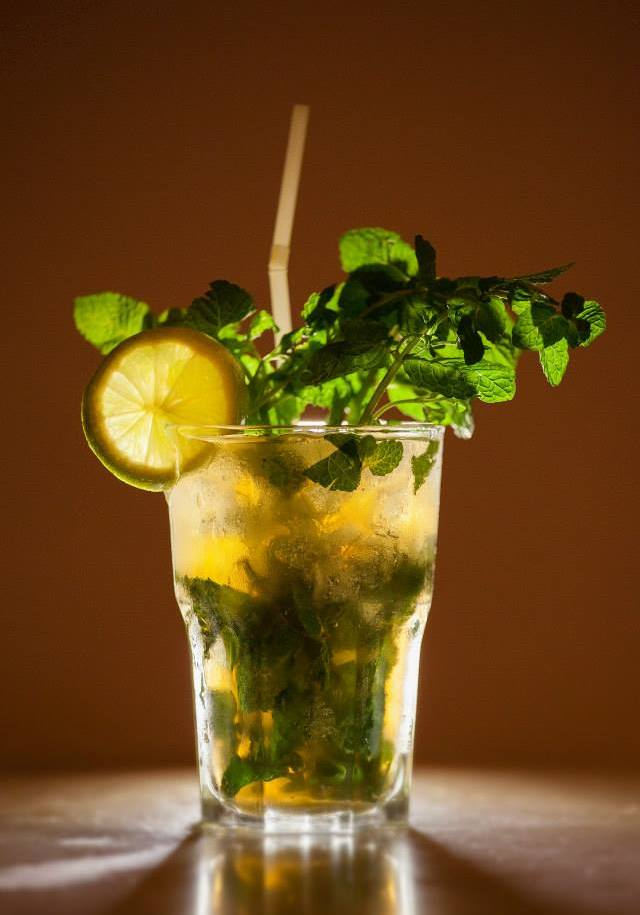
Vaso de mojito

Cuentan que a finales del siglo XVI, el afamado corsario Richard Drake, subordinado del capitán Francis Drake (corsario de la Corona inglesa) preparó la primera versión conocida de una bebida que llevaba aguardiente (ron crudo, sin envejecer) de baja calidad, con azúcar, lima, menta y otras hierbas. El aguardiente aportaba calor, el agua diluía el alcohol, el limón combatía el escorbuto (deficiencia de vitamina C, enfermedad típica de los marineros de entonces que pasaban meses en la mar sin tomar fruta fresca), la menta y las hierbas refrescaban, y el azúcar permitía digerir esa mezcla.[cita requerida]
La Habana, Cuba, es la cuna del mojito, aunque su origen exacto es objeto de debate. Se sabía que los nativos tenían remedios para varias enfermedades tropicales, así que un pequeño grupo de abordaje desembarcó en Cuba y regresó con ingredientes para una medicina eficaz. Los ingredientes eran aguardiente de caña (traducido como «agua ardiente», una forma rudimentaria de ron hecho de caña de azúcar) mezclado con ingredientes tropicales locales: lima, jugo de caña de azúcar y menta.   El zumo de lima por sí solo habría prevenido significativamente el escorbuto y la disentería, y tafia/ron se añadieron pronto al estar ampliamente disponible para los británicos (hacia 1650).  La menta, la lima y el azúcar también ayudaban a disimular el sabor áspero de este aguardiente.
Circulan diversas explicaciones sobre el origen de su nombre. Según una, se dice que el nombre se deriva de la palabra de África occidental mojo, una bolsa de tela con especias mágicas y objetos mágicos; como una forma diminuta (trivializante) de esta palabra prestada, mojito significaría "pequeña magia". También hay una mezcla de especias del mismo nombre, de la que podría provenir el nombre, sin embargo, este mojo en realidad se prepara con pomeranzen, no con limas. La palabra también podría derivarse del español mojar (mojado) y representar un acortamiento del adjetivo mojadito (ligeramente mojado) o mojado (mojado).  Otra teoría es que fue inventado por Sir Francis Drake.  El cóctel «El Draque» se preparaba con brandy. Aunque esta bebida no se llamaba Mojito en esa época, era la combinación original de estos ingredientes.
En la década de 1860, la producción de ron ya era mucho más refinada y se añejaba, lo que daba un ron de mejor calidad. Este sustituyó al aguardiente y lo que ya en Cuba se conocía como draquecito se rebautizó como mojito, antes aún de alcanzar su popularidad gracias a Ernest Hemingway quien lo bebía diariamente en La Bodeguita del Medio y donde primero se empezó a comercializar.
La hierbabuena surge del cruce entre distintos tipos de menta, de manera natural, dando lugar a una nueva, con un mejor aroma y robustez distinta. El hielo tiene, como en el caso del gin tonic, su intríngulis. En La Bodeguita del Medio, se usaba antaño hielo entero. En Cuba, en los años 1930, el hielo se servía en piedras, entero; más tarde, al universalizarlo, se empezó a usar el hielo picado, entre otras cosas para que funcionase como filtro y para que las hojas se mantuvieran al fondo y no molestaran en la boca. La mayoría de los consumidores mastica la hierbabuena para mejor deleite.

## Elaboración
Ingredientes
- 4 cl de ron cubano.
- 3 cl de jugo de lima o limón.

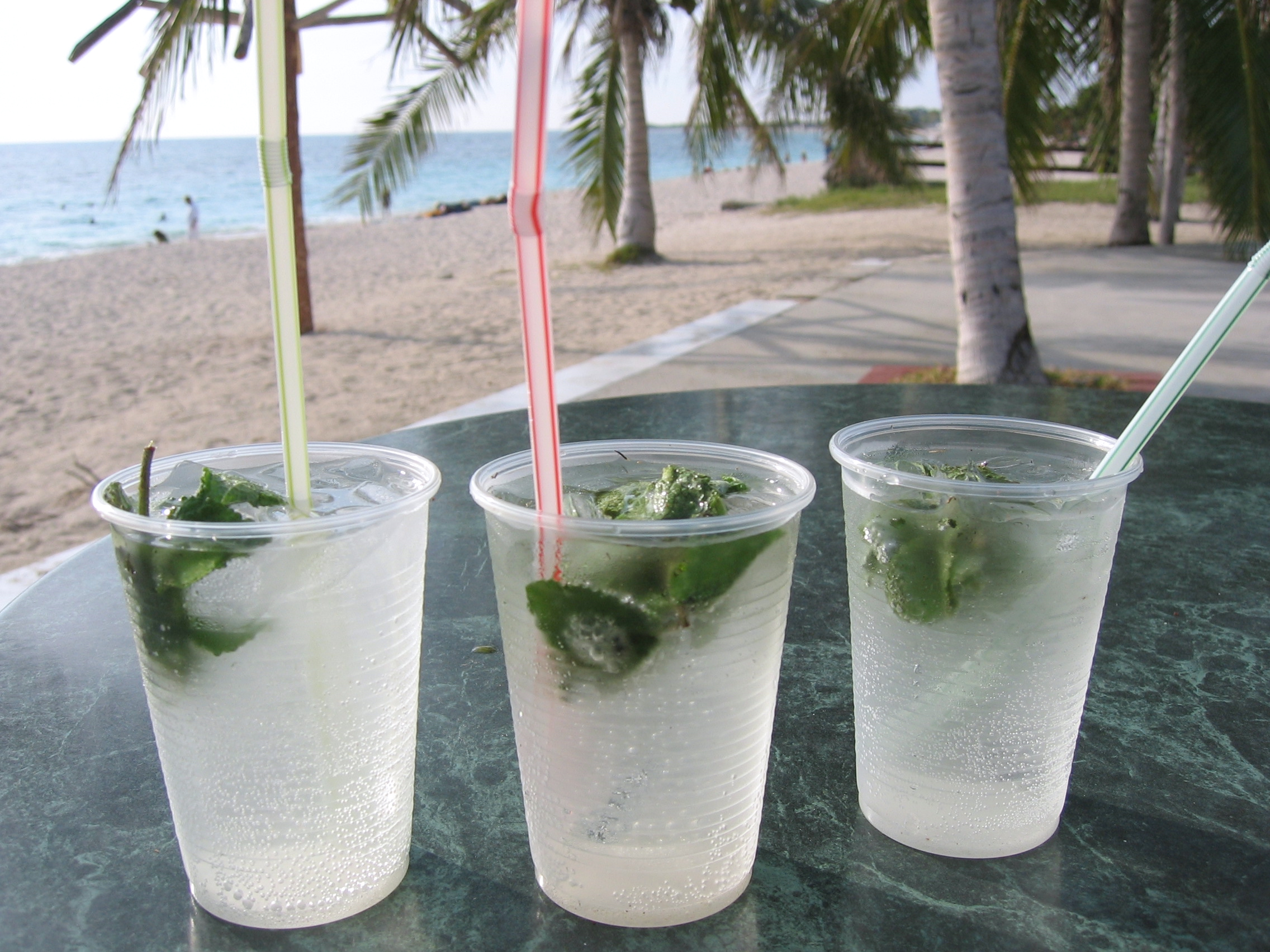
Vasos de Mojito en una playa

- 6 hojas de hierbabuena (clinopodium douglasii). La planta que en Cuba se conoce como hierbabuena no tiene nada que ver con la hierbabuena europea y no es una menta, pero con el paso de los años y la confusión de nombres, el mojito se prepara en muchos lugares con variedades de menta.
- 2 cucharaditas de azúcar blanca
- Hielo picado.
- Soda.
- 1 rodaja de lima y 1 rama de hierbabuena para adornar.
- Opcionalmente, unas gotas de angostura, para obtener un mojito criollo: sirve para potenciar el sabor de los ingredientes.

Pasos
- Añadir el azúcar, el zumo de lima (también puede ser en rodajas) y las hojas de hierbabuena al vaso.
- Machacar las hojas de hierbabuena junto con el limón y el azúcar pero solo suavemente con el fin de extraer sus aceites esenciales y aromatizar.
- Rellenar el vaso con hielo
- Añadir el ron (El más utilizado es Havana Club 3 años) el ron cubano que originalmente se usó para la receta: no es añejo, sino un ron blanco específicamente creado para coctelería, más bien seco y que a diferencia de los añejos no modifica el sabor del cóctel y permite que la hierbabuena y el limón se saboreen en plenitud. Añadir un toque de soda.
- Completar el vaso con soda.
- Remover un poco y adornar con una pajita o removedor, una rodaja de limón y una rama de hierbabuena.

### Variaciones
Se dice que algunos hoteles de La Habana utilizan azúcar en polvo con las hojas de menta en lugar de azúcar granulada, ya que la primera se disuelve más fácilmente, mientras que muchos establecimientos utilizan jarabe simple en su lugar. El «mojito de rosas», que es una variación del mojito que contiene el aguardiente con sabor a rosa, Lanique, se creó por primera vez en el bar Albert's Schloss de Manchester, Inglaterra.  Un mojito sin alcohol se denomina «mojito virgen» o «nojito».  El Cojito añade sabor a coco, a menudo mediante el uso de ron con sabor a coco. Un mojito sucio requiere ron oro en lugar de ron blanco, y azúcar en bruto o azúcar demerara. Demerara es un marrón claro, parcialmente refinado, azúcar producido a partir de la primera cristalización durante el procesamiento de jugo de caña en cristales de azúcar.Añadirlo a un mojito le da un sabor parecido al caramelo. Un mojito de ron oscuro simplemente requiere que se utilice un ron oscuro en lugar de blanco.
En México, la marca de tequila Don Julio ofrece el «mojito blanco» simplemente sustituyendo el ron por tequila.
En Perú, existen variaciones de mojito que consisten en agregar frutas tales como pomelo, llamado "Mojito de toronja", o con maracuyá, llamado "Mojito de maracuyá". Numerosos restaurantes los sirven, y estos ingredientes agregados mejoran el cocktail y su sabor original. Otras frutas se encuentran en otras recetas de mojitos: peras, frambuesas y naranjas. También se pueden utilizar purés de dichas frutas en lugar de la propia fruta entera. El mojito de fresa incluye fresas trituradas; otra variante en esta línea sustituye el ron ligero por ginebra y el zumo de limón por zumo de lima, y añade agua tónica.
También existe una receta simplificada, en la cual se emplea refresco sabor a limón (tipo Sprite o 7 Up) e igualmente se mezcla con ron blanco, zumo de lima y hojas de menta.